# 浅野梅若
日本民謡名人位 ・初代浅野 梅若（あさの うめわか、1911年 - 2006年8月4日、本名・浅野 保二（あさの やすじ））は、秋田県秋田市出身の日本の民謡歌手、三味線奏者。

## 人物
秋田県由利郡大正寺村神ケ村（後に、河辺郡大正寺村、河辺郡雄和村、河辺郡雄和町を経て、現在は秋田市雄和神ケ村）生まれ。「民謡王国・秋田」を確立させた。秋田民謡界のみならず、日本民謡界の大御所であった。日本民謡梅若流梅若会の初代宗家。
1962年に内弟子として迎え、民謡日本一となった二代目浅野梅若（旧名・浅野和子）は養女（1973年より）であり、梅若流梅若会の現宗家。2代目梅若の夫は、梅若芸能企画の代表者で、梅若流大師範、秋田県民謡協会公認教授、三味線・尺八奏者の梅若梅貢、その長女は同じく大師範、秋田県民謡協会公認助教授の浅野江里子、同長男は同名取大師範、秋田県民謡協会公認助教授で梅貢の直弟子に当たる三味線奏者の梅若鵬修である。演歌歌手香西かおりの民謡の師匠でもある。

## 経歴
1911年（明治44年）、秋田県由利郡大正寺村神ケ村（昭和の大合併で河辺郡雄和村神ケ村、平成の大合併で、現在は秋田市雄和神ケ村）に浅野盛一、ヤスの四男として生まれる。1929年（昭和4年）、興行に来た高力市太郎の三味線に魅了され、金浦（現在はにかほ市）の高力の自宅で指導を受ける。1930年（昭和5年）、民謡歌手の保坂千鳥から指導を受けながら千鳥一行で三味線を弾く。1931年（昭和6年）、尺八・横笛奏者の藤井竹山の指導を受ける。1933年（昭和8年）、佐藤貞子一座に加わり、巡業の旅に出る。1935年（昭和10年）、村岡一二三の「都演芸団」に参加し、途中から津軽の工藤美栄の「陸奥の家」に入座。1940年（昭和15年）、東京の梅田豊月の下で津軽三味線を修行し、浅野梅若と号した。
1944年（昭和19年）、召集。1945年（昭和20年）、秋田に復員するが民謡の仕事は少なく、自転車で日用雑貨の行商をする。戦後の復興とともに民謡人気が復活し、NHK秋田放送局の『民謡おさらい道場』、『素人のど自慢秋田県大会』などの民謡番組に多数出演し、その地位を確立。また、梅若サダエ（一番弟子）、浅野千鶴子（第14回のど自慢全国大会優勝）、浅野和子（現・2代目梅若。第22回同大会優勝）をはじめ、数多くの弟子を育て上げた。全国への秋田民謡の普及にも貢献。海外公演も積極的に行った。
1966年（昭和41年）に日本民謡協会技能賞、1971年（昭和46年）に秋田県知事表彰、1975年（昭和50年）に秋田県文化功労者表彰、1978年（昭和53年）に日本郷土民謡協会技能賞を受賞。1979年（昭和54年）、日本民謡協会最高栄誉である「名人位」を受ける。1981年（昭和56年）には勲五等双光旭日章を受章。1990年（平成2年）、「梅若流直門名取会」設立、1994年（平成6年）に「梅若流直門名取会」を発展解消し、新組織「日本民謡梅若流連合会」（後に、「日本民謡梅若流梅若会」に改称）を結成。
自らの芸人人生が題材の『三味線一代』という演歌も歌っている。
2006年（平成18年）8月4日、心筋梗塞のため秋田市内の病院で死去。享年95。没後、養女の和子が2代目梅若を2008年（平成20年）に襲名、梅若流の宗家も継承した。

## 育てた内弟子
- 浅野千鶴子
- 浅野和子（現・二代目浅野梅若）
- 浅野孝子
- 浅野律子
- 浅野克子
- 浅野美和子
- 浅野良枝
- 浅野寿子
- 浅野早苗
- 浅野京子
- 浅野江里子（二代目浅野梅若の長女）
- 浅野麻里子
- 浅野優子
- 浅野竹美
- 浅野もあこ
- 浅野恵子
- 浅野晴香
- 浅野婦美子